# 中越幸大
中越 幸大（なかごえ さちお、1965年10月20日 - ）の日本名で知られるサチオ・ナカゴエ・ナガハシ（スペイン語: Sachio Nakagoe Nagahashi）は、パラグアイ出身の元サッカー選手。パラグアイ初の日系人プロサッカー選手で、アジア系としても3人目の選手として知られる。現役時代のポジションはミッドフィールダー。

## 来歴
パラグアイコルディエラ県カラグアタイで生まれ、18歳頃にカラグアタイリーグ（主にコルディリェラノ・セントラル・デ・カラタグアイ（Cordillerano Central de Caraguatay））でサッカーを始めた
。1985年、クルブ・ルビオ・ニューと契約しプロ選手となる。1990年、パラグアイ1部のクルブ・アトレティコ・テンベタリに移籍、チームは同年最下位となり2部に降格したが、翌年も在籍した。
1992年に、創設されたばかりの日本プロサッカーリーグ・ガンバ大阪に入団。ミッドフィールダーとしてプレー、1993年まで在籍した。
帰国後の1996年（資料によっては1994年）、パラグアイ1部のクルブ・プレシデンテ・アイェスでの1年間が最後のプロ契約となり、その後カラグアタイリーグのコルディリェラノ・セントラル・デ・カラタグアイで引退した。
引退後は日本で就職したが、2019年には日系人初のプロサッカー選手として認識された。

## 個人成績
| 国内大会個人成績 | 国内大会個人成績 | 国内大会個人成績 | 国内大会個人成績 | 国内大会個人成績 | 国内大会個人成績 | 国内大会個人成績 | 国内大会個人成績 | 国内大会個人成績 | 国内大会個人成績 | 国内大会個人成績 | 国内大会個人成績 |
| 年度             | クラブ           | 背番号           | リーグ           | リーグ戦         | リーグ戦         | リーグ杯         | リーグ杯         | オープン杯       | オープン杯       | 期間通算         | 期間通算         |
| 年度             | クラブ           | 背番号           | リーグ           | 出場             | 得点             | 出場             | 得点             | 出場             | 得点             | 出場             | 得点             |
| 日本             | 日本             | 日本             | 日本             | リーグ戦         | リーグ戦         | リーグ杯         | リーグ杯         | 天皇杯           | 天皇杯           | 期間通算         | 期間通算         |
| ---------------- | ---------------- | ---------------- | ---------------- | ---------------- | ---------------- | ---------------- | ---------------- | ---------------- | ---------------- | ---------------- | ---------------- |
| 1992             | G大阪            | -                | J                | -                | -                | 0                | 0                |                  |                  |                  |                  |
| 1993             | G大阪            | -                | J                | 0                | 0                | 0                | 0                |                  |                  |                  |                  |
| 通算             | 日本             | 日本             | J                | 0                | 0                | 0                | 0                |                  |                  |                  |                  |
| 総通算           | 総通算           | 総通算           | 総通算           | 0                | 0                | 0                | 0                |                  |                  |                  |                  |